# آزارت می‌دهم
آزارت می‌دهم (به آلمانی: Ich tu dir weh)، ترانه‌ای از آلبوم عشق برای همه‌است گروه آلمانی رامشتاین است. این ترانه دومین تک‌آهنگ آلبوم عشق برای همه‌است می‌باشد.